# Trepadeira-azul-do-levante

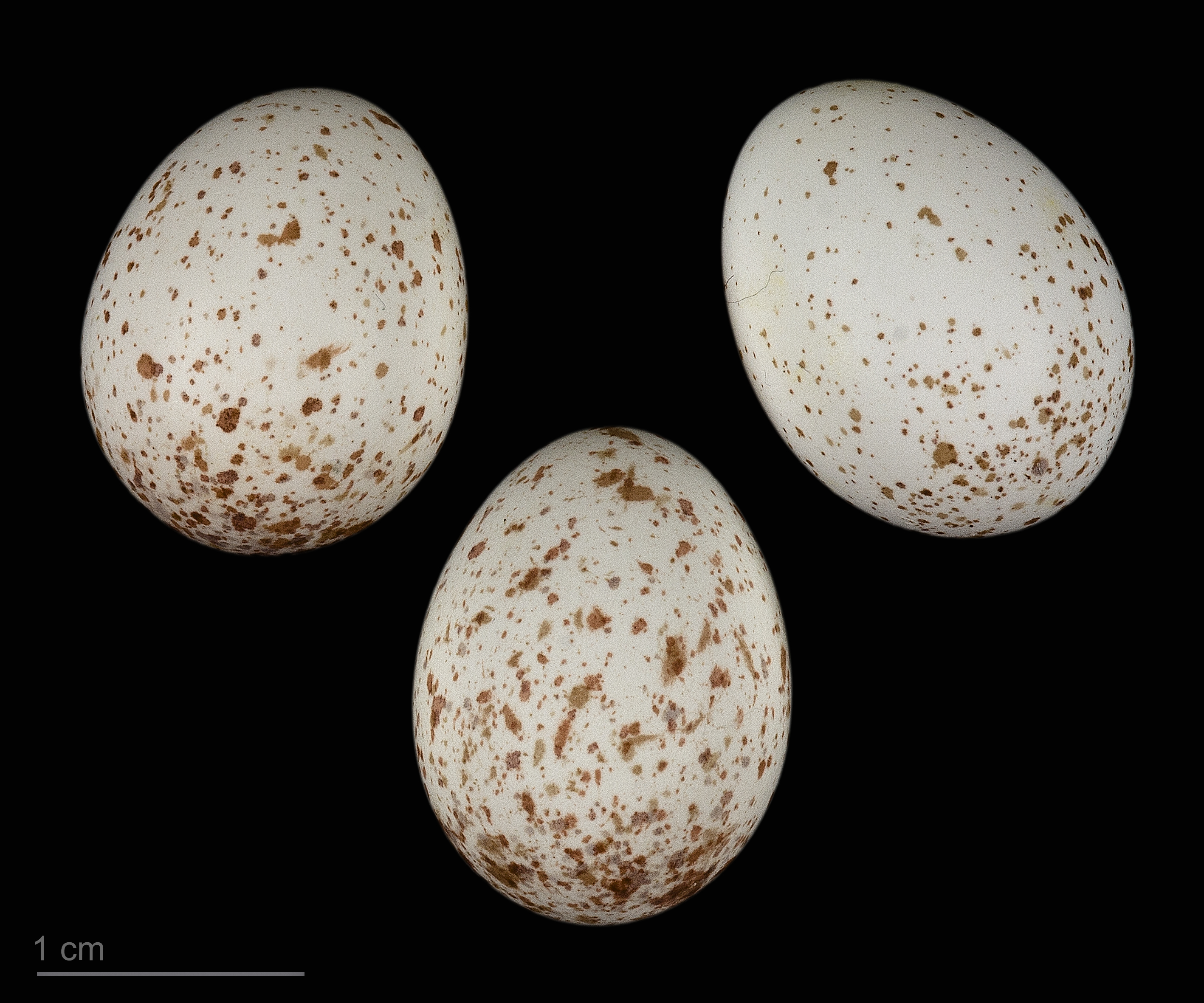
Sitta krueperi - MHNT

A Trepadeira-azul-do-levante (nome científico: Sitta krueperi) é uma espécie de ave da família das trepadeiras. É nativa da parte asiática da Turquia à Geórgia.